# Paraphymateus roffeyi
Paraphymateus roffeyi är en insektsart som beskrevs av Vitaly Michailovitsh Dirsh 1962. Paraphymateus roffeyi ingår i släktet Paraphymateus och familjen Pyrgomorphidae. Inga underarter finns listade i Catalogue of Life.